# Иванян, Александр Николаевич
Александр Николаевич Иванян (1945—2017) — советский и российский врач-акушер-гинеколог, доктор медицинских наук, профессор Смоленского государственного медицинского университета.

## Биография
Александр Николаевич Иванян родился 31 мая 1945 года в селе Байтар Амасийского района Армянской ССР. После окончания средней школы поступил в Смоленский государственный медицинский институт. Окончив его в 1969 году, работал акушером-гинекологом во 2-й Смоленской городской клинической больнице. С 1976 года преподавал в Смоленском государственном медицинском институте, был ассистентом, доцентом, заведующим кафедрой акушерства и гинекологии. В ноябре 2016 года ушёл с руководящей работы, продолжал до самой смерти работать профессором той же кафедры.
В общей сложности опубликовал более 300 научных работ, в том числе 8 монографий и более 40 методических пособий. Являлся обладателем 4 патентов на изобретения, внёс 7 рационализаторских предложений. В 1976 году защитил диссертацию на соискание учёной степени кандидата медицинских наук на тему: «Метаболические нарушения у рожениц и их коррекция при наиболее часто встречающихся аномалиях родовой деятельности», в 1994 году защитил докторскую диссертацию по теме: «Гнойно-септические заболевания в акушерстве и гинекологии (ранняя диагностика, профилактика, терапия)». Под его руководством было защищено 5 докторских и более 30 кандидатских диссертаций. В 1994 году создал отделение оперативной гинекологии в Смоленской городской клинической больнице № 1, и возглавлял его до самой смерти.
Умер 2 июня 2017 года. После кремации прах частично был захоронен на родине, частично на Востряковском кладбище Москвы.

## Награды
- Заслуженный деятель науки Российской Федерации (3 сентября 2009 года);
- Заслуженный врач Российской Федерации (24 января 2001 года);
- Знак «Отличник здравоохранения».

## Память
- Мемориальная доска установлена Заслуженному деятелю науки РФ, Заслуженному врачу РФ, профессору Иваняну Александру Николаевичу в г. Смоленск (2019). Скульптор — А. Кострюков. Надпись: «В этом здании с 1994 по 2017 гг. работал Заслуженный деятель науки РФ, Заслуженный врач РФ, профессор Иванян Александр Николаевич»[1].